# Даскалешти (Бузау)
Даскалешти (рум. Dăscălești) насеље је у Румунији у округу Бузау у општини Пујешти. Oпштина се налази на надморској висини од 52 m.

## Становништво
Према подацима из 2002. године у насељу је живело 986 становника.

### Попис2002.
| Расподела становништва по националности 2002.‍ | Расподела становништва по националности 2002.‍ | Расподела становништва по националности 2002.‍ | Расподела становништва по националности 2002.‍ | Расподела становништва по националности 2002.‍ |
| --------------------------------------------- | --------------------------------------------- | --------------------------------------------- | --------------------------------------------- | --------------------------------------------- |
|                                               |                                               |                                               |                                               |                                               |
| Румуни                                        | Румуни                                        |                                               | 973                                           | 98,7%                                         |
| Роми                                          | Роми                                          |                                               | 13                                            | 1,3%                                          |